# Neocyclops medius
Neocyclops medius – gatunek widłonoga z rodziny Halicyclopidae. Nazwa naukowa tego gatunku skorupiaków została opublikowana w 1955 roku przez biologa Hansa-Volkmara Herbsta.